# 西ノ京丘陵
西ノ京丘陵（にしのきょう きゅうりょう）は、奈良盆地の北西に位置する丘陵。奈良県奈良市・大和郡山市・生駒市、京都府京田辺市・相楽郡精華町にまたがる。

## 概要
富雄川を挟んで矢田丘陵の東に隣接する丘陵で、全体的に洪積層からなる。南北20キロメートル、東西5キロメートルと南北に細長く、東に緩傾斜する。標高は150メートル前後で、最高地点は府県境付近にあり、311メートルとなる。
南端には郡山城址があり、近畿日本鉄道奈良線開通とともに、同丘陵にある菖蒲上池周辺はあやめ池遊園地の開演を皮切りとし、昭和34年の阪奈道路の開通や、国際ゴルフ場、奈良文華館、帝塚山学園をはじめ大きく発展した。
近鉄学園前駅付近は急速に住宅地が族生され、景観は一変した。

## 主要施設
学校
- 帝塚山学園

交通
- 近畿日本鉄道奈良線
  - 菖蒲池駅
  - 学園前駅